# Сексуальне насильство

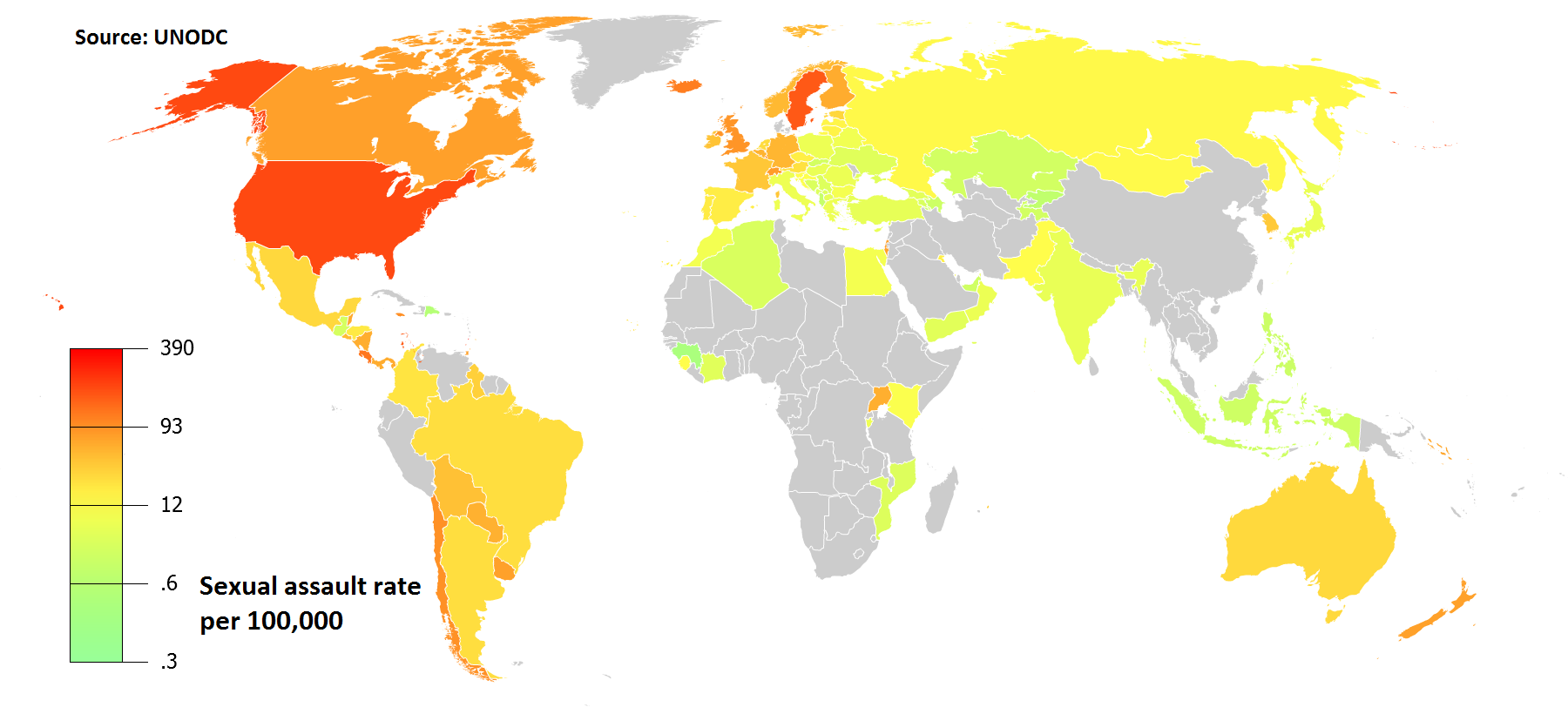
Сексуальне насильство на 100000 осіб за 2010—2012 рр.

Сексуальне насильство (en. Sexual violence) — будь-яка примусова сексуальна дія або використання сексуальності іншої людини.
Стамбульська конвенція відносить до кримінальних порушень категорії «насильства проти жінок», за котрі передбачена кримінальна відповідальність, «сексуальне насильство, включаючи зґвалтування, що недвозначно покриває всі сексуальні активності з особою без її згоди (non-consensual sex)». Передбачає проникнення до будь-якої частини тіла постраждалої(-го) будь-якої частини тіла кривдника чи предмета. Підвидом сексуального насильства Конвенцією визначається і «сексуальне домагання  — будь-яка форма небажаної вербальної, невербальної чи фізичної поведінки сексуального характеру, мета або наслідок якої — порушення гідності особи, зокрема шляхом створення загрозливого, ворожого, принизливого або образливого середовища». Декларація з ліквідації насильства проти жінок, ухвалена Генеральною Асамблеєю ООН в 1993 році, відкрито згадує про зґвалтування дружини чоловіком як про насильство проти жінок.

## Поширеність та оцінка
Сексуальне насильство поширене в усьому світі, хоча в більшості країн проводиться мало його досліджень. 
За даними Управління ООН з наркотиків і злочинності на основі опитувань у 56 країнах, оприлюднюються лише 11 % випадків сексуальних нападів. За дослідженнями, проведеними в ПАР і Танзанії, приблизно кожна четверта жінка потерпає від сексуального насильства з боку інтимного партнера, а близько третини дівчат-підліток повідомляють, що їх перший сексуальний досвід був пов'язаний з примусом. Прихований характер сексуального насильства ускладнює оцінку масштабу проблеми.
Злочини, вчинені на сексуальному ґрунті, часто залишаються не покараними через звинувачення потерпілих, зокрема й ригідною правоохоронною системою, як-от необхідність доводити, що потерпілі намагалися протистояти нападові, та інші міфи про зґвалтування.

## Наслідки
Сексуальне насильство має серйозні наслідки для фізичного і психічного здоров'я. Воно не тільки викликає фізичні травми, а й збільшує ризик проблем з сексуальним і репродуктивним здоров'ям, що мають як негайні, так і віддалені наслідки. Його вплив на психічне здоров'я може бути не менш серйозним і тривалим, ніж фізичні наслідки. Сексуальне насильство може призводити до смерті в результаті самогубства, зараження ВІЛ-інфекцією чи іншими ЗПСШ, або вбивства, причому здійсненого як під час сексуального нападу насильником, так і після власне сексуального насильства, а також іншими особами як покарання потерпілої, в формі так званого «вбивства честі». Сексуальне насильство також може сильно впливати на соціальне благополуччя потерпілих, якщо їх стигматизують і піддають остракізму, зокрема, власні родичі і близькі.

## Види сексуального насильства
- Торгівля людьми, зокрема, сексуальне рабство;
- Проституція, зокрема, дитяча, культова, з метою виготовлення порнографії;
- Зґвалтування (зокрема геноцидне, групові, "корекційні", зґвалтування обманом, зґвалтування у шлюбі, на побаченнях, у кампусах, тюремні зґвалтування);
- Педофілія, розбещення, дитяча проституція, дитяча порнографія;
- Воєнне сексуальне насильство як форма геноциду;
- Сексуальне насильство в армії;
- Сексуальне насильство у в'язниці;
- Сексуальні домагання, в тому числі на робочому місці, в публічних місцях (як-от кетколінг, апскьортинг);
- Сексуальне насильство проти тварин;
- Калічення жіночих геніталій;
- Примусове запліднення: стелсинг (саботаж контрацепції людини).

## Причини та фактори

### Системнагендерна нерівністьтадискримінація за статтю
- Гендерна нерівність, жіноча бідність (зокрема, часова, фінансова і класова): нестача у жінок політичного представництва загалом та ресурсів у окремих постраждалих для реформи законодавств, що стосуються сексуальних злочинів, створення прецедентів, впровадження дієвих покарань за сексуальне насильство.
- Сексизм в освіті, коли у дівчаток заохочується (сексуальна) привабливість та терплячість до некомфортної їм поведінки (приязність, поступливість), а також репродуктивно-обслуговуюча функція (хатня праця), а у хлопчиків — наполегливість, агресія, легальність насильства та товарно-ринкове бачення світу.
- Гендерна сегрегація ринку праці: горизонтальна (чоловіки на вищих (керівних) посадах в одній галузі) та вертикальна (чоловіки займають прибутковіші галузі, як от IT, фінанси, хірургія, релігія, армія).
- Гендерні стереотипи.

### Культура зґвалтування
- Андроцентризм культур людства, зокрема чоловічий погляд на жінок та їх сексуальна об'єктивація (наприклад, викрадення наречених, традиції віна, домовлених та дитячих шлюбів).
- Безкарність секс-кривдників завдяки звинуваченню жертви, стигматизації постраждалих та міфам про зґвалтування, слатшеймінгу.
- Порнографія та проституція, що унормовують насильство проти жінок.
- Насильство в медіа та медіамізогінія, наприклад, об'єктивуюча реклама чи зображення гендеру у відеоіграх.
- Практики контролю жіночої сексуальності, такі як феміцид за «недозволений» секс (убивства честі, обливання кислотою), калічення геніталій, традиції жіночої «цноти», подвійні стандарти стосовно сексуальної поведінки жінок і чоловіків.
- Традиції замовчування, толерування, виправдання, глорифікації секс-насильства проти жінок.

### Особистість ґвалтівника
Секс з використанням примусу може приносити ґвалтівнику сексуальне задоволення, хоча його основна мета, як правило, полягає в утвердженні влади і контролю над жертвою. Часто люди, що примушують до сексу партнер/ок, з якими вони перебувають у шлюбі, вважають свої дії допустимими на цій підставі. Зґвалтування жінок і чоловіків часто використовується під час війни як форма атаки на супротивника, що символізує підкорення і приниження його жінок і чоловіків. Воно може також використовуватися для покарання людей за порушення соціальних чи моральних норм, наприклад, за подружню зраду або знаходження в громадському місці в стані сп'яніння. Жінки і чоловіки також піддаються зґвалтуванню, перебуваючи під вартою або в тюремному ув'язненні.

## Законодавчі підходи

Ратифікували (синій) та лише підписали (червоний) Стамбульську конвенцію

### Міжнародні документи
Значна кількість різних форм сексуального насильства у кримінальному праві сучасних держав є криміналізованою (див. Статеві злочини). Стамбульська конвенція вимагає обов'язкової криміналізації сексуального насильства (будь-яких сексуальних активностей з особою без її інформованої, свідомої, добровільної та відкличної згоди). Більш того, щоб розв'язати дилему доказовості згоди на секс, передбачається врахування обставин, при яких відбулася дія, при оцінці того, чи була дана згода, незалежно від того, чи жертва чинила будь-який фізичний опір. Також встановлюється кримінальна відповідальність за зґвалтування в шлюбі, між партнерами чи між подружньою парою/партнерами в минулому. Щодо сексуальних домагань Конвенція дозволяє країнам-учасницям вибрати некримінальні (цивільні чи адміністративні) правові санкції.

## Запобігання та подолання
- Шведська модель боротьби з проституцією
- Декларація про усунення насильства проти жінок
- Стамбульська конвенція
- Конвенція про ліквідацію всіх форм дискримінації щодо жінок
- ЯНеБоюсьСказати